# セミョン・デジニョフ
セミョーン・イワノヴィチ・デジニョフ（シモン・デジネフ、ロシア語:Семён Ива́нович Дежнёв；ローマ字表記:Semyon (Semion, Simon) Ivanovich Dezhnev (Dezhnyov)、1605年頃 - 1673年）は、ロシア帝国の探検家。1648年にシベリア東部への探検隊を率い、ユーラシア大陸の東端となる岬を回航して、アジアとアラスカが陸続きでないことを発見した。これは、ヴィトゥス・ベーリングの探検に約一世紀先立つものであった。

## シベリアや北極海沿岸での交易
デジニョフの生涯については1638年から1671年の間の功績しか知られておらず明らかでない部分も多いが、17世紀初頭に北ロシアの河港・ヴェリキイ・ウスチュグの農家に生まれたと伝記作者らは結論づけている。当時ロシアの北部に生まれて野心を持ったポモールの人々同様、彼も富を求めてシベリアに向かい、トボリスクとエニセイスクで働き、1638年にエニセイスクからさらに東のヤクーツクへ向かった。ヤクーツクを拠点とした20年間はデジニョフにとって厳しい時期であり、先住民から毛皮を取り立てながら北極圏の大河流域を休みなく旅する生活を送り、何度も先住民に襲われた。
1641年には15人を率いてヤナ川流域で毛皮を集めてヤクーツクに生還し、1642年にはスタドゥヒン（Семён Ива́нович Стадухин）らとともにインディギルカ川流域で税として毛皮を取り立てる旅に出た。3年にわたる任務でスタドゥヒンらはヤクーツクに戻ったが、デジニョフはそのままインディギルカ川を下り北極海に出てコリマ川河口に至った。

## 北極海航海
1647年、デジニョフと同じく北ロシア（現在のアルハンゲリスク州ホルモゴルイ）出身でヤクーツクを拠点とする商人フェドット・アレクセイエフ（フェドット・アレクシーヴ）・ポポフ（Попов, Федот Алексеевич）は、コリマ川河口から北極海沿いに東へ向かう航海を組織した。前年の1646年、イグナチェフ（Семён Ива́нович Игнатьев）という人物がコリマ川河口周辺の航海を行いセイウチのキバやクジラのヒゲなどの貴重な品を持ち帰っていたため、さらに東へ向かいこれらの産品を持ち帰ることを意図していた。この時デジニョフはポポフに誘われ、鉱夫や先住民からの税の取り立てを行うためにポポフの航海に同行した。彼らの目的地はおそらくはるか東のアナディリ川だったと考えられるが、海氷が行く手を阻み航海途中で引き返すことになった。
デジニョフやポポフはあきらめず、翌1648年も同じ航路に挑戦した。彼らは90人から105人ほどの探検隊を組み7隻の船に分乗してアナディリ川を目指した。彼らは10週間の航海の後にアナディリ川河口にたどり着いた。これはアジア大陸の東端を周り、ベーリング海峡を南北に通過したことを意味する。フェドット・アレクシーヴの航海の足取りは現在でも判明しているが、航海中のデジニョフの役割は記録に残っていない。デジニョフはアナディリ川を遡りアナディルスキー・オストログ（アナディリ砦）を築き地図を作製した。同年、デジニョフはアジア大陸先端の北岸に沿って航海し、アジアとアラスカの間の「アニアン海峡」（当時アジア大陸とアメリカ大陸の間にあると想像された海峡で、北西航路や北東航路などヨーロッパからアジアへの最短航路を構成すると考えられていた）を発見したと記録に残した。彼は海岸沿いにチュクチ半島を回航し、古代の地図作者が想像した伝説の「タビンの岬」（Tabin Promontorium）の詳細を記録している。またチュクチ人（"Ostrova zubatykh"）の住む二つの島を記録しているが、これはベーリング海峡中央に浮かぶダイオミード諸島を構成する二つの島と考えられる。彼はチュクチの人々（"zubatiye"）について、下唇をセイウチの牙のかけらや石や骨で飾ることを記録している。一方でポポフはこの年の秋にアナディリ湾沿岸で没している。デジニョフがどの港に戻ったかは不明である。彼は1664年にコサック隊長の称号を受けた。

## 晩年と業績再発見
1670年、ヤクーツクの領主ボルヤティンスキー公爵はデジニョフにモスクワへ向かいクロテンの毛皮や書類を運ぶ任務を与えた。デジニョフは1年5カ月をかけてモスクワへ到着した。彼は当時60歳を超え、辺境での生活で負った古傷と長年の疲労のため健康を害しており、1673年にモスクワで没した。
これらの探検の報告は長い間公文書館に埋もれており、19世紀の末に再発見された。これを受けてロシア地理学会はユーラシア大陸東端の岬をデジニョフ岬と名付けるよう請願を行った。
デジニョフの生涯や探検についてはなお明らかでない部分が多い。彼は探検の途中でアラスカに達しアメリカ大陸の西端を発見した可能性や、そこに砦を築いた可能性すらもあるが、それを行ったのはデジニョフより後のロシアの探検家とする見方が多い。